# 23204 Arditkroni
23204 Arditkroni là một tiểu hành tinh vành đai chính với chu kỳ quỹ đạo là 1297.1240202 ngày (3.55 năm).
Nó được phát hiện ngày 27 tháng 9 năm 2000.